# Deltarune
Deltarune je hra na hrdiny vytvořená Tobym Foxem. Hráč ovládá člověka jménem Kris, který žije ve městě osídleném monstry. Kris a jejich spolužačka Susie spadnou do neznámého místa, zvané "Dark World" (Temný svět). Tam potkají prince Ralseie, který jim poví, že oba dva jsou hrdinové kteří mají zachránit svět. Všichni tři procházejí světem, zatímco poznávají obyvatele tohoto světa zvané "Darkners" při svém úkolu najít a zapečetit Temnou Fontánu, která ovlivňuje rovnováhu mezi tmou a světlem. Díky unikátnímu bojovému systému lze boje s nepřáteli vyřešit násilně i nenásilně.
Vývoj Deltarune začal v roce 2012. Bojový systém byl převzat z Foxovy předešlé hry Undertale, který se podobá té ve hrách Final Fantasy. První Kapitola hry byla vydána zdarma 31. října, 2018 pro Microsoft Windows a macOS; verze pro Nintendo Switch a PlayStation 4 byly vydány 28. února, 2019. Plná verze hry je plánována, ale datum vydání zatím nebylo oznámeno. Soundtrack, postavy a smysl pro humor byly kritiky velice chválené spolu se smíšenými ohlasy směřující k podobnosti ke hře Undertale.

## Hratelnost
Stejně jako Undertale je Deltarune hrou na hrdiny s perspektivou pohledu seshora. Hráč ovládá člověka jménem Kris, ale je také možné určovat akce ostatních postav. Podobně jako Undertale obsahuje Deltarune hádanky a takzvaný "bullet hell" systém, ve kterém musí hráč pohybovat srdcem v ohraničeném prostoru a současně se musí vyhýbat útokům. Systém náhodných střetnutí s nepřáteli z Undertale byl odstraněn; hráči nyní vidí nepřátele přímo na obrazovce, což umožňuje se boji úplně vyhnout.
Boje se odehrávají po tazích. Hráči si mohou vybírat ve svém tahu mezi různými činnostmi jako je útok, dialog, ušetření soupeře, použití předmětu, nebo obrana, která zmenší příchozí poškození. Létáním blízko nepřátelských projektilů bez toho aniž byste se jich dotkli zvyšujete vaše "Tension Points" (TP), což umožňuje sesílat kouzla. Například Ralsei může uklidnit nepřátele tím, že jim zazpívá. Když zdraví některé vaší postavy spadne na 0, tak daná postava nebude moci útočit ani provádět kouzla. Zdraví (HP) lze obnovit léčivými předměty, či Ralseiovým léčivým kouzlem, což může uzdravit i vaše padlé postavy.
Zatímco cílem hry je především vyhýbat se bojům a všemu násilí, je to obtížnější kvůli Susie — kterou hráč nemůže ovládat — která na všechny útočí a tak musí hráč varovat všechny nepřátele před jejími útoky pokud chce být milosrdný.

## Příběh

### Chapter 1
Po zapnutí hry je hráč vyzván k vytvoření své postavy. Po samotném vytvoření je ale hráčova postava smazána hrou s textem "Nikdo si nemůže vybrat kým na tomto světě bude".
Hráč začíná příběh s postavou Kris, lidským dítětem které žije ve městě osídleném převážně monstry s jeho adoptivní matkou Toriel (která je také monstrum). Toriel vysadí Krise u školy kde má hodinu s profesorkou Alphys. Kris a Susie, jeho delikventní monster spolužačka, jsou posláni pro křídu na tabuli. Když dorazí ke skříni, oba jsou vtáhnuti do "Temného světa". Tam potkají Ralsei, prince temnoty, který jim řekne, že jsou hrdinové pověřeni úkolem k uzavření Temné Fontány (gejzír temné energie), aby obnovili rovnováhu světa. Jenže Král Temného světa se zmocnil této fontány, a brání ji, jelikož chce aby se temnota šířila.
Susie se rozhodne nepomáhat, chce se pouze vrátit zpět do svého světa. Předtím než odejde, tak narazí na králova syna Lancera, který se jim snaží zmařit plány. Susie se rozhodne se k Lancerovi připojit, čímž nechává Krise a Ralsei samotné. Jak Kris a Ralsei pokračují ve své cestě, Susie se s Lancerem spřátelí a následně spolu všichni čtyři utvoří tým. Jakmile si uvědomí že se budou muset utkat s králem, Lancer uteče k hradu a nařídí královské stráži, aby hodili Krise, Susie a Ralseie do žaláře.
Susie uteče a narazí na Lancera, který vysvětluje, že pouze chtěl, aby si král a jejich tým neublížili. Susie slibuje, že královi neublíží. Kris, Susie a Ralsei dojdou na vrchol hradu, a stanou před králem. Následkem boje král padne na zem vyčerpáním, Ralsei se nad ním slituje a vyléčí ho. Všechno ale byla pouhá léčka, Král všechny tří shodí k zemi, a vyhrožuje, že je zabije. Pokud hráč řešil všechny boje nenásilně, Lancer obrátí královy vojáky proti němu a uvězní ho, čímž převezme post krále po jeho otci. Pokud ne, Susie uspí krále pomocí Ralseiova kouzla, které si zapamatovala.
Kris uzavírá Temnou fontánu aby se mohli vrátit zpět domů. Susie se před odchodem rozloučí, a navíc naznačuje, že by se chtěla vrátit. Hráč se může porozhlédnout po městě než půjde Kris spát. Té noci se Kris v posteli roztřese, spadne na podlahu a dokulhá do středu místnosti. Kris prostrčí ruku do své hrudi a vyrve z ní svou duši ve tvaru srdce a hází ji do ptačí klece v rohu místnosti. Hráč může hýbat s duší v kleci, ale nemůže dělat nic jiného. Kris vytáhne nůž a otočí se směrem k hráči. Začne se usmívat, zatímco jeho pravé oko červeně září.

### Chapter 2
Další den se Kris a Susie vrací do školy s tím, že celé město ztratilo připojení k internetu. Aby se ujistili, že Temný svět je stále skutečný, jdou zpátky do skříně. Setkají se s Ralseiem, ale on je přesvědčí, aby se vrátili zpět na povrch a dodělali si svůj školní projekt. Kris a Susie se tedy vydají do knihovny, aby se setkali s jejich spolužáky Noelle a Berdlym.
Po vstupu do počítačové učebny se ocitnou v Temném světě s počítačovou tematikou, kterému vládne robot zvaný "Queen" (královna). Ta unese Noelle, která také vstoupila do tohoto světa, s úmyslem proměnit ji v "Rytíře", bytost, která dokáže vytvářet Temné fontány. K ní se připojí Berdly, kvůli jeho přitažení ke královně a Noelle, takže s ním Kris, Susie a Ralsei začnou bojovat. Odtržen od svých přátel, Kris najde Noelle která se schovávala před královnou.
Krátce poté královna uvězní Krise, Susie a Ralseie, společně s Noelle, která byla uvězněna ve věži. Lancer pomůže Krisovi a Susie utéct, ale jelikož je ve špatném světě, tak se promění v kámen. Najdou Berdlyho, který změnil strany, a spolu vymyslí plán jak zachránit Noelle. Plán se nezdaří, a královna začne bojovat s Krisem, Susie a Ralseiem. Jsou přechytračeni, ale Noelle se vzbouří královně, čímž ji donutí se vzdát. Ralsei varuje královnu před "Roaring"—probuzení obrovských Titanů, které nastane pokud je vytvořeno příliš mnoho fontán—takže královna od svých plánů upustí. Noelle poděkuje Susie za záchranu, čímž ji ukazuje zájem o ni. Kris a Susie uzavřou novou Temnou fontánu, zatímco královna a její stoupenci se přesouvají do Ralseiova světa.
Kris a Susie se vrací na povrch, kde přesvědčí Noelle a Berdlyho že celé dobrodružství bylo jen sen. Susie doprovodí Krise domů, a je pozvána Toriel dovnitř. Zatímco je v koupelně, Kris opět vyrve svou duši ven z těla, a vyskočí z okna. Toriel zjistí, že pneumatiky na jejím minivanu byla přeseknuta, a navrhuje aby Susie přespala u nich. Kris a Susie usnou, uprostřed noci se však Kris vzbudí, a opět vyrve svoji duši. Poté použije svůj nůž aby otevřel Temnou fontánu, čímž vytváří Temný svět v jejich obývacím pokoji.

#### Alternativní cesta
Po nalezení Noelle může hráč využívat její schopností mražení všech nepřátel. To způsobuje větší agresivitu u Krise, což nutí Noelle řešit hádanky sama. Pokud získají při svém průběhu hry Ice Ring a Thorn Ring, při boji s Berdlym mohou obtěžovat Noelle, dokud se nenaučí nové kouzlo, Snowgrave, které ho zmrazí úplně. Královnin hrad je nyní pod správou obchodníka Spamtona. Noelle je příliš vyčerpaná na to, aby se účastnila královnina plánu, a předtím, než na ně královna zaútočí, Ralsei ji poví o Roaring. Kris se vydá zavřít Temnou fontánu, ale nejdřív musí projít přes silnější verzi Spamtona, který ji chce nechat otevřenou, avšak Noelle dorazí a zmrazí ho. V reálném světě, Berdly je nalezen v počítačové učebně buďto v kómatu, nebo mrtev.

## Vývoj a vydání
Nápad na Deltarune dostal Toby Fox ve snu v roce 2011 když byl na vysoké škole. V tom snu viděl konec nějaké videohry a chtěl ho stvořit. Fox byl také inspirován designem sbírky herních karet na platformě Tumblr od umělce Kanotynes, které nakonec byly použity ve hře. Vývoj hry začal v roce 2012, ačkoliv Toby od něj upustil předtím než stihl vytvořit první místnost. Některá hudba z originálního projektu byla znovu použita v Undertale, nejznámější je hlavní bojová znělka (která se stala bojovou znělkou Papyruse, Bonetrousle), a píseň s názvem Joker Battle (která byla znovu použita pro boj s Toriel, nyní pod názvem Heartache). Po úspěchu Undertale na Kickstarteru se Toby rozhodl vytvořit hru která kombinuje obě dvě. Různé faktory jako je grafika, předělaný bojový systém a Foxova psychika činí Deltarune náročnější hru na produkci, v porovnání s Undertale.
Temmie Chang, která pomáhala Tobymu kreslit postavy v Undertale, sloužila jako hlavní umělkyně pro Deltarune. Pomáhala vytvářet postavy a animace. Fox přišel s nápadem na Susie poté, co dohrál Phoenix Wright: Ace Attorney. Původně ji zakládal na Maya Fey, že by se chovala "hezky a roztomile". Nicméně během vývoje se začala proměňovat spíše ve "zločince". Toby zmiňoval, že plánoval dát nejmenované postavě ohnivé zaklínadlo ve které by nebyla dobrá, ale rozhodl se tak neučinit.
Deltarune byl vyvíjen v GameMaker Studio 2. Hra představuje nový bojový systém, porovnatelný s tím ve Final Fantasy sérii, podobně jako v Undertale. Některé skladby soundtracku jsou zremixované verze skladeb z Undertale, ale většina skladeb je nová. Na rozdíl od Undertale Toby plánuje aby měl Deltarune jen jeden konec.
Fox vydal první kapitolu Deltarune, hru "určenou pro lidi, co dohráli Undertale", den poté, co naznačil 'něco' spojeného s Undertale, 31. října, 2018 na Windows a macOS zdarma. Fox zmiňuje, že toto je první část nového projektu, a považuje to za "průzkumný program" aby odhadl, jak naložit s projektem dále. Fox ujasnil, že Deltarune bude větší projekt než Undertale a jakmile získá tým pro vývoj, a vše bude připraveno, vydá hru jako jeden celek. Deltarune předměty pro fanoušky byly vydány v Listopadu 2018 ve spolupráci s Fangamer. Patří k nim trička, plakát, plyšáci a placky.
V časopise Nintendo Direct vydaného 13. února 2019 bylo oznámeno že první kapitola Deltarune bude vydána na Nintendo Switch 28. února. 21. února 2019 oznámil oficiální účet PlayStation na Twitteru že PlayStation verze bude vydána ve stejný den.
Switch a PS4 verze byla vyvíjena a vydána studiem 8-4.
Při "Nintendo Switch 2 Direct" prezentaci 2. dubna 2025 bylo odhaleno datum vydání třetí a čtvrté kapitoly, které bylo stanoveno na 5. června 2025. Hra bude vydána ve stejný den jako herní konzole Nintendo Switch 2 i pro níž hra vyjde, ve stejný den bude k dispozici i pro PC, PlayStation 4, PlayStation 5 a původní Nintendo Switch

## Přijetí
První kapitola Deltarune je hodně srovnávána s Undertale. Jason Schreier z Kotaku a Dominic Tarason z Rock, Paper, Shotgun ji hodnotili kladně. Schreier chválí použití některých elementů z Undertale, nazývá ji "osvěžujícím návratem"; Tarason souhlasí, říká že Deltarune je "vysoko-rozpočtová produkce". Nicméně Mitchell Parton z Nintendo World Report si myslí, že Deltarune "nijak nemění námět", a že s tím nemá problém. Mitch Vogel z Nintendo Life byl však méně pozitivní, byl zklamán, že jak byl Undertale nový a inovativní při svém vydání, Deltarune je "pouze to samé".
Velice chválený byl soundtrack, Schreier říká že i "samotná hudba by se dala prodávat". Tarason říká, že má v sobě "nový nádech", kdežto Parton ji popisuje jako "emocionální" a byl překvapen, že veškerou hudbu složil jeden člověk. Adam Luhrs z RPGFan chválí Tobyho "chytré užití leitmotifů", a že byly dobře vpleteny do příběhu Deltarune. Michael Higham z Gamespot poukázal na podobnost hudby Deltarune a Undertale věříc, že to jsou "ozvy, které vám mají připomenout, že tyto světy jsou jaksi záhadně propojeny".
Videoherní hudební skupina Materia Collective vydala 40skladbový soundtrack složen Tobym Foxem, kde vystupovala i Laura Shigihara na nejprodávanějším singlu Don't Forget. Fangamer vydaly 1-LP vinylovou desku 11. července 2019.
Tarasonovi se líbí pixel-artový styl hry, nazývá ji "detailnější a expresivnější" oproti Undertale, s čímž souhlasí i Parton. Higham dále rozvedl, že schopnost Deltarune "tak dobře komunikovat z mála" je jedna z jejích silných stránek, a že "chování postav a řeč těla přidává jejich osobnostem větší hodnotu". Hratelnost byla také obecně velmi chválena, Parton ji nazývá "unikátní" a Vogel popisuje bojové rozhraní jako "skvěle-implementované vylepšení originálu". Kritika byla podána od Highama, který považuje některé pasáže hry – například hrad z karet (Card Castle) – za "trochu přímočaré".
Allegra Frank z Polygon zmiňuje, že smysl pro humor Deltarune je jedno z "poznávacích znamení" hry. Vogel souhlasí, nazývá humor "chytrým" a příběh "působivým". Higham dodává, že "budete mít úsměv od ucha k uchu díky chytrému scénáři, dobře propracovaným vtipům a absurdistického humoru". Parton a Tarason se soustředili více na design postav, Tarason chválí "nový (a zamilovatelný) set postav" a Parton dodává, že se designy postav rozsahují od "nepopíratelně rozkošných až po hrozivě znepokojivé".
Vogel byl kritický ohledně stylu kterým byl Temný svět implementován s názorem, že i přesto, že vypadá o trochu lépe než Undertale, tak "sotva vypadá jako žijící místo". Také kritizoval "řídce dekorované chodby s málo zajímavým designem a prezentací", a dospěl k závěru že "Deltarune jednoduše není hra na kterou se hezky kouká". Parton také poukázal na nedostatečné množství ukládacích bodů jako na negativum.

### Ocenění
Soundtrack hry byl nominován na Game Audio Network Guild / MAGFest People's Choice Award na 2019 G.A.N.G. Awards.